# Miguel Ángel Garzón
Miguel Ángel Garzón Utrilla  (Madrid; 19 de agosto de 1975) es un actor y director de doblaje español.

## Biografía
Empezó en el mundo del teatro y la interpretación de la mano de Roberto Cuenca en Parla (Madrid), ciudad donde vivía.
A partir de los 6 años se introdujo en el mundo del doblaje, prestando su voz en multitud de películas.
Alcanzó su mayor popularidad al interpretar a Quique en las 5 temporadas de la serie Farmacia de guardia y en 1997 volvió a coincidir con Concha Cuetos (su madre en la primera ficción, que concluyó en 1995) en la serie de una sola temporada, En plena forma, también emitida en Antena 3 y que tenía como protagonista a Alfredo Landa. Dos años después actuó en la miniserie El secreto de la porcelana.
Desde mediados de los años 1990 hasta la actualidad ha centrado su carrera en el mundo del doblaje, siendo una voz habitual de personajes principales en multitud de series y en películas. Además de ser un gran director de doblaje.
Su último trabajo ante las cámaras lo efectuó en la pandemia, realizando un spot publicitario apoyando a los farmacéuticos "siempre de Guardia" , realizó un breve papel en la película Tánger (2004). En 2005 fue entrevistado en el programa Salsa rosa. Tiene una hija llamada Victoria, nacida en 2004 y otra llamada Valeria, nacida en 2015. En lo personal guarda una gran amistad con Julián González y Antonio Mercero (ambos fueron invitados a su boda), Y con gran parte de los compañeros de la serie.
En 2009, y tras 18 años, vuelve a interpretar el personaje de Quique Segura, protagonista de la serie de mayor éxito en España, Farmacia de guardia en la película homónima que emitió Antena 3 para celebrar los 20 años de la cadena.
Es la voz habitual de Neil Patrick Harris.
También de Charlie Hunnam, Joe Cole, Aaron Taylor Johnson, entre otros.

## Filmografía parcial como actor de doblaje

### Cine
- El siciliano (1987)
- No puedes comprar mi amor (1987)
- El último emperador (1987)
- Pelle el conquistador (1988)
- Tallo de hierro (1988)
- Un lugar en ninguna parte (1988)
- Big (1988)
- Phantasma 2 (1989)
- El regreso de los mosqueteros (1989)
- No matarás al vecino (1989)
- Loca academia de policía 6 (1989)
- Difícil de matar (1990)
- Rebelión en las ondas (1992).
- Vuelven los mejores (1994)
- El regreso de los mejores (1996)
- There's Something About Mary (1998)
- Nunca me han besado (1999)
- Pearl Harbor (2001)
- Enigma (2003)
- History Boys (2006)
- La joven del agua (2006)
- Cerdos salvajes (2007)
- Lucky You (2007)
- Ratatouille (2007)
- Tarzán (1999)
- Barbie en el lago de los cisnes (2004)
- Yu-Gi-Oh: la película (2004)
- Kick-Ass (2010)
- Malditos vecinos 2 (2016)
- Black Panther (2018)
- Avengers: Infinity War (2018)
- Avengers: Endgame
- The Gentlemen (2020)
- Un Héroe Samurái: la leyenda de hank (2022)
- Ruby: Aventuras de una kraken adolescente (2023)

### Televisión
- Pokémon
- Yu-Gi-Oh
- Buffy, la cazavampiros
- Malcolm
- Angel
- Charmed
- Sex and the City
- Band of Brothers
- Veronica Mars
- Kyle XY
- One Tree Hill
- Gilmore Girls
- The O.C. (Ryan Atwood)
- Sin rastro
- Grey's Anatomy
- La leyenda del buscador (Legend of the seeker)
- Caso abierto
- Felicity
- Nip/Tuck
- Inspector Wolf
- Mentes criminales
- Friday Night Lights
- Smallville
- El broche encantado
- Como conocí a vuestra madre (Barney Stinson)
- Naruto
- Stargate Universe
- Zatch Bell
- Modern Family (Ben)
- Sons of Anarchy (Jax Teller)
- Bones (Lance Sweets)
- American Horror Story - Freak Show (Chester Creb)
- Gotham (Detective James Gordon)
- Alisa, que no fue así (Anur, Arnold)
- Peaky Blinders (John Shelby)
- Una serie de catastróficas desdichas (Conde Olaf)
- Riverdale (Reggie Mantle)

### Videojuegos
- Saga Sly Cooper
- Batman Arkham Asylum
- Watch Dogs: Legion